# Ignacio Núñez Estrada
Ignacio Antonio Núñez Estrada (Independencia, Chile; 15 de enero de 1999) es un futbolista chileno. Juega de centrocampista y su equipo actual es la Unión Española de la Primera División de Chile.

## Trayectoria
Núñez entró a las inferiores de la Unión Española a los 12 años de edad, y fue promovido al primer equipo en la temporada 2018, debutando ante Audax Italiano el 22 de julio. Anotó su primer gol en el club el 1 de febrero de 2021 en la victoria por 2-4 ante Curicó Unido.
El 8 de enero de 2022, Núñez fue cedido al Santiago Morning de la Primera B.

## Estadísticas
| Club                     | Div.          | Temporada     | Liga  | Liga  | Copas nacionales | Copas nacionales | Torneos internacionales | Torneos internacionales | Total | Total |
| Club                     | Div.          | Temporada     | Part. | Goles | Part.            | Goles            | Part.                   | Goles                   | Part. | Goles |
| ------------------------ | ------------- | ------------- | ----- | ----- | ---------------- | ---------------- | ----------------------- | ----------------------- | ----- | ----- |
| Unión Española · Chile   | 1.ª           | 2018          | 1     | 0     | —                | —                | —                       | —                       | 1     | 0     |
| Unión Española · Chile   | 1.ª           | 2019          | 0     | 0     | —                | —                | —                       | —                       | 0     | 0     |
| Unión Española · Chile   | 1.ª           | 2020          | 25    | 1     | —                | —                | —                       | —                       | 25    | 1     |
| Unión Española · Chile   | 1.ª           | 2021          | 15    | 2     | 5                | 0                | 1                       | 0                       | 21    | 2     |
| Santiago Morning · Chile | 2.ª           | 2022          | 22    | 0     | 2                | 0                | —                       | —                       | 24    | 0     |
| Santiago Morning · Chile | Total club    | Total club    | 22    | 0     | 2                | 0                | 0                       | 0                       | 24    | 0     |
| Unión Española · Chile   | 1.ª           | 2023          | 14    | 1     | 2                | 1                | —                       | —                       | 16    | 2     |
| Unión Española · Chile   | 1.ª           | 2024          | 0     | 0     | 0                | 0                | —                       | —                       | 0     | 0     |
| Unión Española · Chile   | Total club    | Total club    | 55    | 4     | 7                | 0                | 1                       | 0                       | 63    | 5     |
| Total carrera            | Total carrera | Total carrera | 77    | 4     | 9                | 1                | 1                       | 0                       | 87    | 5     |
| 1. 2. 3.                 |               |               |       |       |                  |                  |                         |                         |       |       |